# 外星女生柴小七
《外星女生柴小七》（英語：My Girlfriend is An Alien），2019年中国偶像剧。由徐志贤、万鹏领衔主演，腾讯视频于2019年8月19日首播。台灣由WeTV台灣站獨家播出。第二季於2022年9月16日在腾讯视频首播。

## 播出时间
| 频道     | 國家                                  | 播出日期      | 播出时间           | 备注 |
| -------- | ------------------------------------- | ------------- | ------------------ | ---- |
| 腾讯视频 | 中国                                  | 2019年8月19日 | 星期一、二晚 20:00 |      |
| WeTV     | 臺灣 泰國 越南 菲律賓 印度 印度尼西亞 | 2019年8月19日 | 星期一、二晚 20:00 |      |

## 剧情简介
來自「開普敦星球」的外星少女柴小七邂逅患有「下雨天異性失憶症」的霸道總裁方冷，意外丟失信號器滯留地球，為此展開的一段高能爆笑又浪漫的跨星戀故事。 女主柴小七不僅是個外星人，還是個不折不扣的撩漢魔女，一旦吸入地球男性散發的荷爾蒙這種「催情禁藥」，就會陷入「花痴狀態」，為此遭遇種種妙趣橫生又爆笑不斷的奇緣，將為觀眾完美還原花痴少女的撩漢心理；而為了在人類地球生存，柴小七還將利用自己的各種超能力解決一個又一個意外麻煩，有如過山車般的跌宕經歷將會令觀眾大呼過癮。而男主方冷則是個另類霸道總裁，一到下雨天就會忘記出現在自己身邊的異性，為此與女主展開各種「鬥智斗勇」的爆笑冤家戲碼，高甜浪漫的經歷預計將在播出時強勢狙擊少女心。
第二季
柴小七与方冷的爱情即将圆满却又再生波折的故事。据悉，在第二季中，柴小七的开普敦星“原配”江十一受母星命令，在二人婚礼当天将柴小七强行带走，并对其进行洗脑。“冷气CP”能否冲破阻碍，寻回旧时甜蜜？新的故事，相信将会带给观众满满的新鲜感与惊喜感。

## 演员列表

### 主要演员
| 演員   | 角色   | 介紹 |
| 徐志贤 | 方冷   | 是一个外冷内热的面瘫脸霸道总裁，他一到下雨天就会忘记出现在自己身边的异性，为此与柴小七展开各种“斗智斗勇”的爆笑冤家戏码。曾因為江雪找人刪除他對小七的記憶而忘記了對小七的回憶。但江雪只是删除了他的记忆，但删除不了他对小七的感觉。慢慢地再次喜欢她。   |
| 万鹏   | 柴小七 | 不仅是个穿越外太空来到地球的外星少女，还是个不折不扣的撩汉魔女，一旦吸入地球男性散发的荷尔蒙这种“催情禁药”，就会陷入“花痴状态”不可自拔，为此遭遇种种妙趣横生又爆笑不断的奇缘。而为了在人类地球生存，她还将利用自己的各种超能力解决一个又一个意外麻烦。 |

### 其他演员
| 演員                        | 角色   | 介紹 |
| 陈怡馨                      | 小布   | 第二季出现的新角色，柴小七的AI智能闺蜜，和方烈成为男友后結婚，当心动时，将会变成乌龟 |
| 完颜洛绒                    | 江十一 | 第二季出现的新角色， |
| 杨玥                        | 江雪   | 张扬跋扈的大小姐，因爱生恨的情痴。性格堪比女王，强势，聪明，为达目的不择手段，面对爱情时却又有着深情真挚的一面。从学生时代一直暗恋方冷，为此甚至不惜利用方烈接近他，却不料方冷失忆发作忘记了她……多年后，江雪掩盖了自己“前女友”的身份重新归来，誓要以她的智谋与能力重新征服方冷。 |
| 王宥钧                      | 方烈   | 贪玩单纯的富二代，痴情善良的暖男。是一个天赋异禀的画家，但在梦想和家庭之间摇摆不定。虽家世显赫，却十分尊重他人，体察人心。暗恋江雪多年却从不强求，默默守护；小七出现后，他对她由一开始的怜悯，渐渐变成了朋友间的守护，最终喜欢上了小七。                                         |
| 书亚信                      | 张医生 | 方冷的心理医生兼好友，聪明，幽默，总是一语点破别人的心事，看似不正经却有着医生的严谨与善良。张医生看透了方冷与小七对彼此的感情，为了治愈方冷，他经常用各种招数撮合两人。 |
| 王皓祯                      | 韩锦明 | 方冷的助理，25岁左右，朴素低调，忠心耿耿，处事谨慎。他自入职起便一直追随方冷，知道方冷所有的秘密，并一直帮他隐瞒着“失忆症”。在小七出现后，韩锦明发现曾经冷血、孤独的方冷渐渐被温暖，于是总在暗地里撮合两人，是方冷的“神助攻”。                                                   |
| 张萌                        | 柴姐   | 浑身是戏的餐厅老板，在小七刚到地球、无处栖身时收留了她，是小七的老板兼“狗头军师”。柴姐豪爽，善良，但也是个不折不扣的“戏精”，她常年浸淫于八卦和影视剧，中毒太深，经常把各种狗血桥段跟小七的生活联系起来，每次都给她支一些“花样作死”的招数。                                       |
| 林健寰                      | 康叔   | F集团的董事长之一，周斯琴的弟弟，一直要被周斯琴指示，后来冤枉柴小七等，破坏F集团让方冷无法做总裁 |
| 第一季:李铭顺 第二季:张兆辉 | 方仕达 | F集团董事长，方冷的父亲。表面上是个不问世事的“甩手掌柜”，甚至放任身边的人为了家产明争暗斗，但实际上，方仕达精明、犀利，总是一眼就看穿身边人的小九九，在关键时刻力挽狂澜。因为多年前方冷的生母之死，方仕达与方冷间一直有嫌隙，但在经历了种种风波后，父子终于实现了和解。          |
| 胡彩虹                      | 周斯琴 | 方仕达的妻子。 |
| 傅首尔                      | 周太太 | 周董之妻子，一直和周董的关系不好后柴小七和方冷的帮助下和好了 |